# Robert Johann Dietrich Luther
Robert Johann Dietrich Luther (* 23. Septemberjul. / 5. Oktober 1816greg. in Tallinn, Gouvernement Estland; † 21. Februarjul. / 4. März 1888greg. ebenda) war ein deutschbaltischer lutherischer Theologe.

## Leben und Theologie
Luther wurde als Sohn des einflussreichen Journalisten, Verlegers und Ältermanns der Großen Gilde Dietrich Martin Luther (1772–1861) in Tallinn (deutsch Reval) geboren. Sein Großvater war der schlesisch-estländische Unternehmer Georg Christian Luther (1717–1800).
Bis 1823 besuchte Luther eine Privatschule. Von 1824 bis 1834 ging er auf das renommierte Tallinner Gouvernements-Gymnasium. Von 1825 bis 1841 studierte Luther Theologie an der Kaiserlichen Universität Dorpat. Zwischen 1835 und 1837 war er daneben für das Fach Medizin eingeschrieben.
Nach seinem Studium war Luther als Hauslehrer tätig, zuletzt bei dem Pastor vom Ambla (Ampel), Alexander Leopold Paulsen (1804–1877). In Ambla verbrachte er auch sein kirchliches Probejahr, bevor er am 9. März 1847 zum Geistlichen ordiniert wurde.
Von 1847 bis April 1888 war Luther Pastor der lutherischen Kirchengemeinde von Jüri, der heutigen Landgemeinde Rae.
Bekannt ist Robert Johann Dietrich Luther heute vor allem für sein Werk über die deutsch-estländische Unternehmer- und Pastorendynastie Luther, das er gemeinsam mit dem Literaten Karl Rußwurm (1812–1883) herausgab. Es erschien 1883 unter dem Titel Genealogia Lutherorum rediviva, oder, Nachrichten über die Familie Luther in Estland und Rußland.